# Tarahuasi
Tarahuasi (probablement du quechua tara (Caesalpinia spinosa), un petit arbre originaire du Pérou) est un site archéologique du Pérou.
Il est situé dans la région de Cuzco, dans le district de Limatambo de la province d'Anta.

## Liens externes

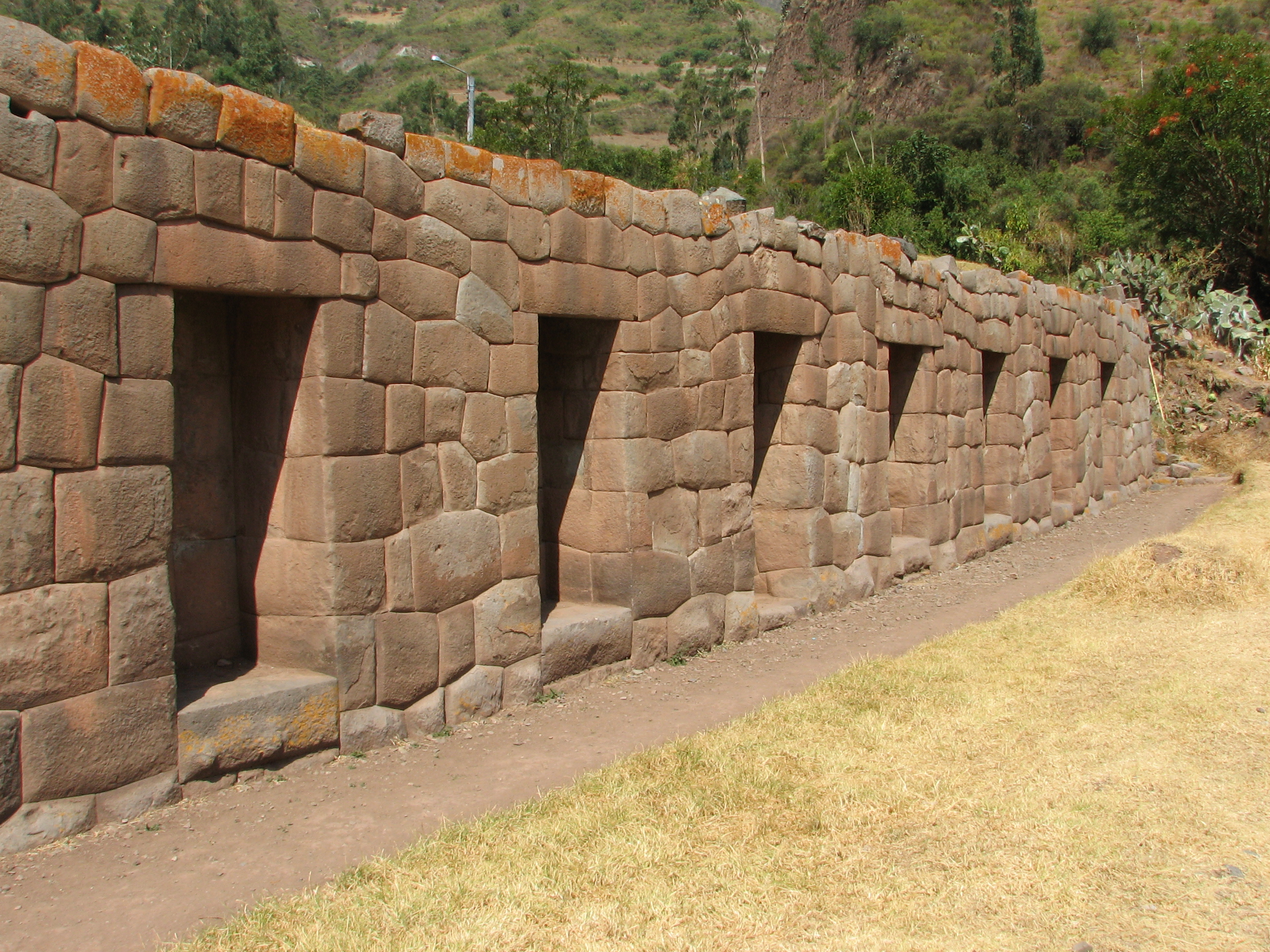
Tarahuasi, un mur.